# Cultura de Vinča

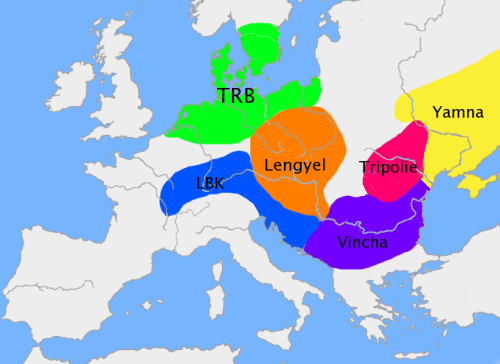
Cultures prehistòriques diferents a Europa al voltant de l'any 4000 aC

La cultura de Vinča va ser una cultura primitiva d'Europa (entre el 6è i 7è mil·lenni aC), que es va difondre al llarg del Danubi, ocupant la major part de l'actual Sèrbia, i parts de Romania, Bulgària i Macedònia. També s'han trobat les empremtes d'aquesta cultura per la resta dels Balcans, parts d'Europa central i l'Àsia Menor.

## Descobriment

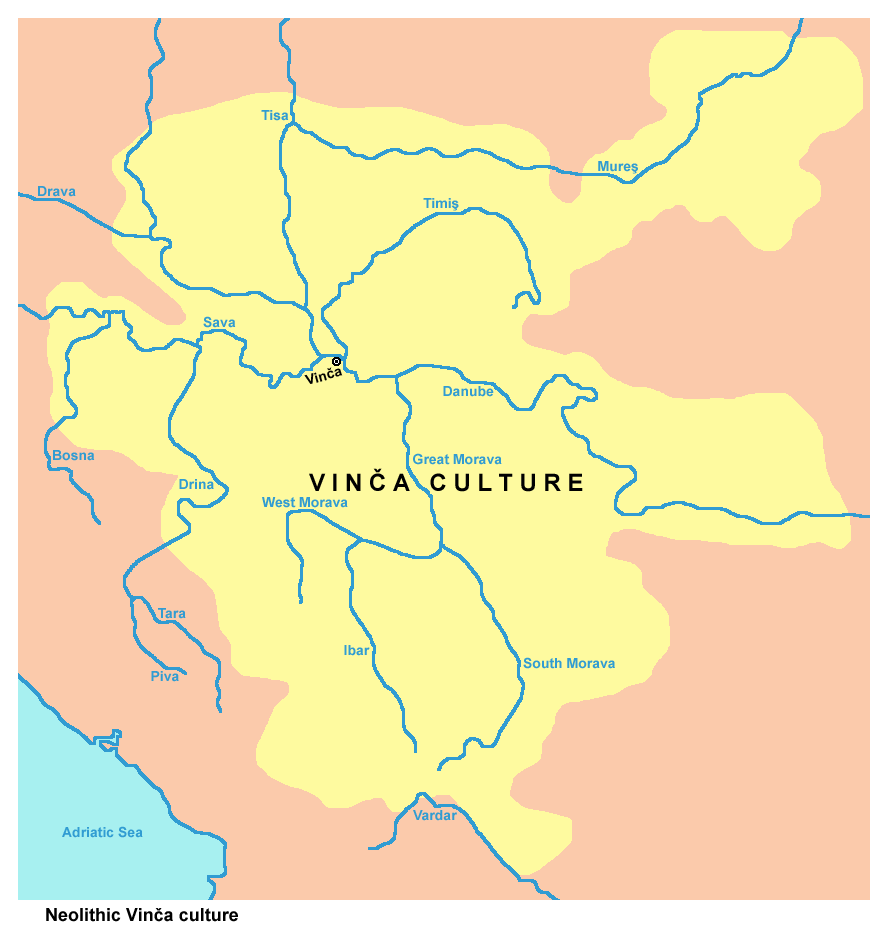

La cultura de Vinča va rebre aquest nom del poble de Vinča, que es troba a la riba del Danubi, a 14 km de Belgrad, on hi ha un dels més grans i més importants assentaments del Neolític de l'Europa de l'Est, descobert l'any 1908 per l'equip d'arqueològic del serbi Miloje M. Vasić.
Gràcies als esforços de Vasić, es va excavar la part central i al mateix temps la part més important del Vinča prehistòric, entre els anys 1911 i 1934. La tasca de Vasić es va interrompre diverses vegades per les guerres i els problemes econòmics. Les últimes campanyes van ser subvencionades pel britànic Sir Charles Hyde, que va ajudar-lo també en la publicació d'una monografia i en va difondre les descobertes. Vasić va excavar una col·lecció enorme d'objectes d'art prehistòric que avui dia es troben en museus i universitats de tot el món. Destaquen les col·leccions en el Museu Nacional de Sèrbia i la de la Facultat de Filosofia de la Universitat de Belgrad. A més de Sir Charles Hyde, altres persones cultes de l'època van visitar l'excavació de Vinča: Veselin Čajkanović, Charles Hyde, J. L. Myres, W. A. Hurtley, Bogdan Popović i Gordon Childe. Amb la Segona Guerra Mundial es van interrompre les excavacions, que i no es van reprendre fins al 1978, quan l'Acadèmia de Ciències de Sèrbia va establir un Comitè per a la Recerca Arqueològica a Vinča.
Durant molt de temps, tant els arqueòlegs iugoslaus com els romanesos creien que la cultura de Vinča havia sorgit al voltant de l'any 2700 aC. Però la datació amb radiocarboni va determinar la data de l'aparició d'aquesta cultura abans de l'any 4000 aC.
Al sisè mil·lenni aC, la cultura de Vinča s'estenia per l'àrea dels Balcans centrals, limitant amb els Carpats al nord, amb Bòsnia a l'oest, a la plana de Sofia a l'est i a la vall de Skopje al sud. Aquests territoris van ser ocupats per poblacions que procedien de les costes de l'Àsia Menor.
Entre els objectes d'aquesta cultura que s'han descoberts hi ha diverses figuretes femenines conegudes com a «venus». L'any 2019, el grup d'arqueòlegs dirigit per Sanja Crnobrnja Krasić va trobar a Vitkovo (sèrbia) una d'aquestes figuretes amb una antiguitat d'uns 6.000 anys. Es coneix amb el nom de «Venus de Župa» i representa una deessa de la fertilitat.
La descoberta d'aquesta cultura va canviar el coneixement que es tenia del Neolític a Europa, amb adaptacions a la vida en comunitat per tal d'obtenir un benestar. Els assentaments són grans, alguns podrien acollir fins a unes 2.500 persones. S'han trobat restes de cases on s'hi veuen adaptacions per un aïllament de les condicions inhòspites de l'exterior i amb diverses habitacions, estris de ceràmica decorada i eines ben treballades. Una troballa destacada és la d'objectes de coure anteriors a l'època en què es considera que s'inicia l'edat dels metalls. Pel que fa a l'alimentació, en la ramaderia es va donar un canvi: mentre abans predominaven els ramats de bens i cabres, en la cultura de Vinça predomina la ramaderia bovina, possiblement perquè, en augmentar la població es necessitava més carn.
Queden encara molts punts foscos en el coneixement d'aquesta cultura. Per exemple, se'n desconeixen les pràctiques funeràries i només se n'han trobat dues necròpolis. O quina era la funció —utiliària?, ritual?— d'una mena de tapadores amb la forma d'un cap humà descobertes en les primeres excavacions de 1908.